# فورشت (ایفل)
فورشت (به آلمانی: Forst) یک شهر در آلمان است که در کوخم-تسل واقع شده‌است. فورشت ۴۰۶ نفر جمعیت دارد.